# Владари Кастиље

## Елективна грофовија Кастиља
- 850-873 Родриго од Кастиље
- 873-885 Дијего Родригез Порселос

## Елективна грофовија Алава
- 870-883 Вела Хименез
- 883-921 Мунио Велаз
- 921-931 Алваро Ерамелиз

## Разне кастиљанске грофовије
До 932. године постоји више грофовија на територији Кастиље:

### Грофовија Бургос
- 899-915 Гонзало Фернандез господар од Ларе

Од 915. године, грофови од Кастиље такође имају и титулу грофа од Бургоса.

### Грофовија Лантарон и Сересо
- 897-913 Гонзало Тељез
- 913-921 Фернандо Дијаз
- 921-931 Алваро Ерамелиз, гроф од Алаве

### Грофовија Кастиља
- 899-901 Нуњо Нуњез, господар Амаје и Кастрохериза
- 901-904 Гонзало Тељез, героф од Лантарона и Сереса
- 904-909 Нуњо Нуњез (2. пут), господар Амаје и Кастрохериза
- 909-915 Гонзало Фернандез, господар од Ларе и Бургоса
- 915-920 Фернандо Ансурез
- 920-926 Нуњо Фернандез
- 926-929 Фернандо Ансурез (2. пут)
- 929-931 Гутијер Нуњез

## Наследна грофовија Кастиља

### Династија Лара
Породица Лара успева да уједини грофовије Бургос, Кастиља, Лантарон и сересо, као и грофовију Алаву.
- 931-944 Фернан Гонзалез (1. пут) — Постаје гроф од Ларе 929. године

### Династија Ансурез, грофови од Монзона
- 944-945 Ансур Фернандез (изабран)

### Династија Лара
- 945-970 Фернан Гонзалез (2. пут)
- 970-995 Гарсија Фернандез - Белоруки
- 995-1017 Санчо Гарсија
- 1017-1029 Гарсија Санчез — Принц
- 1029-1035 Мунијадона од Кастиље, супруга Санча Гарсеса

## Краљевина Кастиља

### Династија Наваре илидинастија Хименез
- 1035-1065 Фернандо I - Велики
- 1065-1072 Санчо II — Снажни
- 1072-1109 Алфонсо VI — Храбри
- 1109-1126 Урака I

### Династија Бургундије
- 1126-1157 Алфонсо VII — Цар

Након Алфонсове смрти, краљевство је било подељено између његова два сина. Фернандо је добио Леон, а Санчо Кастиљу.
- 1157-1158 Санчо III од Кастиље — Жељени
- 1158-1214 Алфонсо VIII од Кастиље
- 1214-1217 Енрике I од Кастиље
- 1217 Беренгела од Кастиље

## Круна Кастиље
Краљевина Кастиља као историјски ентитет, настаје са последњим и коначним уједињењем краљевина Кастиље и Леона (које је у себи већ садржало раније уједињене краљевине Галиције и Астурије) године 1230. када је краљ Кастиље, Фернандо III од Кастиље био крунисан за краља Леона.

### Династија Бургундије
- 1217-1252 Фернандо III од Кастиље — Светац
- 1252-1284 Алфонсо X од Кастиље — Мудри
- 1284-1295 Санчо IV од Кастиље — Храбри
- 1295-1312 Фернандо IV од Кастиље
- 1312-1350 Алфонсо XI од Кастиље — Праведни
- 1350-1369 Педро I од Кастиље — Окрутни

### Династија Трастамара
- 1369-1379 Енрике II од Кастиље — Милосни
- 1379-1390 Хуан I од Кастиље
- 1390-1406 Енрике III од Кастиље — Болни
- 1406-1454 Хуан II од Кастиље
- 1454-1474 Енрике IV од Кастиље — Импотентни
- 1474-1479 Хуана Белтранка (само је проглашена, није стварно владала)
- 1474-1504 Изабела I од Кастиље — Католичка
- 1504-1555 Хуана I од Кастиље (од 1516. де факто влада њен син, Карло V)